# Diaphorus ussuriensis
Diaphorus ussuriensis är en tvåvingeart som beskrevs av Stackelberg 1928. Diaphorus ussuriensis ingår i släktet Diaphorus och familjen styltflugor. Inga underarter finns listade i Catalogue of Life.